# Malá soukromá válka
Malá soukromá válka (v anglickém originále A Private Little War) je devatenáctý díl druhé řady seriálu Star Trek. Premiéra epizody v USA proběhla 2. února 1968, v České republice 17. ledna 2003.

## Příběh
Hvězdného data 4211.4 kosmická loď USS Enterprise NCC-1701 pod vedením kapitána Jamese Tiberius Kirka přilétá na orbitu planety Neural, kde se vyvíjí zatím primitivní civilizace. Sám Kirk na planetě již byl a zná Tyreeho, vůdce jednoho kmene.
Při výsadku Kirk a Spock zjišťují, že kmen Kirkova přítele je ve válce s jinými domorodci, kteří jsou ale namísto luků se šípy vybaveni mušketami. Všichni tři se narychlo musí vrátit na Enterprise, ale Spock je při útěku postřelen a končí s vážnými zraněními na ošetřovně. Kirk se přesto chce vrátit na povrch, protože potřebuje objasnit záhadu náhlého vývoje druhého kmene. Před třinácti roky se domorodci učili kout železo a za tak krátkou dobu se nemohli technologicky dostat ke střelným zbraním. Na orbitě je objevena také loď klingonská loď, ale zatím Enterprise nezpozorovali. Kapitán má podezření, že právě klingoni mají prsty v náhlém vývoji druhého kmene, zvaného jako „vesničané“. Při dalším výsadku je Kirk napaden dravým zvířetem a Dr. McCoy prosí jednoho člena horského kmene, aby mu pomohl, protože Enterprise neodpovídá na volání. Horal je odvede do tábora, kde Tyreeho žena Nona zpozoruje možnosti phaseru a chce je pro svého muže. Ten v zásadě násilí a válku odmítá a prosí Nanu, aby svými kouzly Kirka zachránila. Je ale nucen jí vyzradit vše co ví o svém příteli a o tom, odkud pochází.
Při rituálu léčby Nona údajně použije kouzlo, které Kirka sice uzdraví, ale má moc donutit Kirka poslouchat Nanu. Po vyléčení se McCoy, Tyree a Kirk vydávají do vesnice nepřátel, aby prozkoumali výrobu mušket. Skutečně objevují nejen výrobnu střelného prachu, ale také jednoho z klingonů, který vůdci vesničanů postupně nosí další a další vynálezy. Zpátky v táboře horalů Kirk předvádí Tyreeho lidem jak zbraně fungují. McCoy protestuje, ale Kirk chce rovnoprávnost na obou stranách linie. Nona u jezera omámí Kirka jakousi bylinou a Tyree je spolu zahlédne. Kirk a Nona jsou napadeni samicí od zvířete, které původně pokousalo Kirka. Kirkovi nezbývá než použít phaser pro zabití zvířete, ale Nona jej namísto vděku uhodí kamenem do hlavy a sebere mu phaser. Tyree přivádí na místo McCoye a když Kirk přichází k sobě, slyší pouze křik Nony, která se potkala s trojicí vesničanů. Chtěla jim nabídnout ukradený phaser, ale oni se jí pokusili znásilnit a sama nevěděla jak phaser použít. Když útočníci zahlédnou blížící se členy horalů, rychle Nanu zabijí nožem a utečou. Tyree jednoho dostihne a ubije kamenem. Doposud mírumilovný člověk se změnil na jedince plného nenávisti a žádá po Kirkovi také střelné zbraně, aby se mohl pomstít vrahům jeho ženy. McCoy dodává, že Kirk dosáhl to, čeho chtěl. Kapitán Kirk oponuje, že tohle není, co chtěl, ale co bylo nevyhnutelné. Ve stejnou chvíli se ozývá uzdravený Spock z Enterprise, že může oba transportovat.
Kirk se ptá, za jak dlouho je Scotty schopen vyrobit sto křesadlovek a žádá Spocka o transport na Enterprise.